# Dichotomaria
Dichotomaria, rod crvenih algi iz porodice Galaxauraceae, dio reda Nemaliales. Postoji osamnaest priznatih vrsta. Tipična vrsta je morska alga Dichotomaria marginata.

## Vrste
1. Dichotomaria alterna Lamarck
2. Dichotomaria apiculata (Kjellman) A.Kurihara & Masuda
3. Dichotomaria australis (Sonder) Huisman, J.T.Harper & G.W.Saunders
4. Dichotomaria diesingiana (Zanardini) Huisman, J.T.Harper & G.W.Saunders
5. Dichotomaria falcata (Kjellman) Kurihara & Masuda
6. Dichotomaria foeniculacea Lamarck
7. Dichotomaria fruticulosa (J.Ellis & Solander) Lamarck
8. Dichotomaria hommersandii S.-L.Liu & Showe M.Lin
9. Dichotomaria huismanii Schneider, Popolizio & Spagnuolo
10. Dichotomaria intermedia (R.C.Y.Chou) J.Wiriyadamrikul, M.J.Wynne & S.M.Boo
11. Dichotomaria lenta (Kjellman) Huisman, J.T.Harper & G.W.Saunders
12. Dichotomaria marginata (J.Ellis & Solander) Lamarck- tipična
13. Dichotomaria obtusata (J.Ellis & Solander) Lamarck
14. Dichotomaria papillata (Kjellman) Kurihara & Masuda
15. Dichotomaria sibogae (Weber Bosse) Huisman, G.H.Boo & S.-M.Lin
16. Dichotomaria spathulata (Kjellman) A.Kurihara & Huisman
17. Dichotomaria tenera (Kjellman) Huisman, J.T.Harper & G.W.Saunders
18. Dichotomaria usnealis Lamarck